# Lachnostoma longifolium
Lachnostoma longifolium är en oleanderväxtart som först beskrevs av Nikolaus Joseph von Jacquin, och fick sitt nu gällande namn av Markgr.. Lachnostoma longifolium ingår i släktet Lachnostoma och familjen oleanderväxter. Inga underarter finns listade i Catalogue of Life.